# Antonio Aloisio de Hohenzollern-Sigmaringen
Antonio Aloisio Meinrado Francisco de Hohenzollern-Sigmaringen (en alemán, Anton Aloys Meinrad Franz von Hohenzollern-Sigmaringen; Sigmaringen, 20 de junio de 1762-ibidem, 17 de octubre de 1831) fue príncipe de Hohenzollern-Sigmaringen desde 1785 hasta su muerte.

## Biografía
Contrajo matrimonio con al princesa Amalia Ceferina de Salm-Kyrburg en 1782 y fue el padre del príncipe Carlos de Hohenzollern-Sigmaringen. Era el bisabuelo del príncipe Carlos de Hohenzollern-Sigmaringen, quien se convertiría en el rey Carlos I de Rumania.
Antonio Aloisio era el hijo del príncipe Carlos Federico de Hohenzollern-Sigmaringen (1724-1785) y de su esposa, Juana (1727-1787), hija del conde Francisco Guillermo de Hohenzollern-Bergh. Antonio Aloisio nació durante la guerra de los Siete Años y creció principalmente en Bergh-'s-Heerenberg, en la finca holandesa de su madre. Su padre participó en la guerra, de tal modo que se madre vivió ahí con su hermano. Después fue educado en las universidades de Freiburg, Heidelberg e Ingolstadt. Contrajo matrimonio el 13 de agosto de 1782 en el Palacio de Dhaun (Schloss Dhaun) con Amalia Ceferina (1760-1841), la hija del príncipe Felipe José de Salm-Kyrburg.
En 1785, sucedió a su padre, y dos años más tarde, después de la muerte de su madre, heredó las ricas fincas holandesas a lo largo del condado de Bergh-s'Heerenberg. En 1789 tuvo lugar la Revolución de Brabante en los Países Bajos Austríacos, que Antonio Aloisio siguió intensamente debido a sus posesiones ahí. En la coronación en 1790 del emperador Leopoldo II de la Casa de Habsburgo-Lorena, Antonio Aloisio ocupó el oficio de Señor Chambelán. Con el estallido de las guerras revolucionarias francesas, huyó a Viena, y volvió de nuevo en 1796. Francia recibió de Alemania los territorios en la margen izquierda del Rin, de tal modo que Antonio Aloisio perdió todas sus posesiones holandesas en 1802. Como compensación recibió el territorio de Glatt en la norteña Selva Negra, y los antiguos monasterios de Inzigkofen, Beuron y Holzen.

## Descendencia
Con su esposa, Amalia Ceferina, tuvo los siguientes hijos:
- niño (n. y m. 1783).
- Carlos (1785-1853), príncipe de Hohenzollern-Sigmaringen. Desposó en primeras nupcias en 1808 a la princesa María Antonieta Murat (1793-1847), y en segundas nupcias en 1848 a la princesa Catalina de Hohenlohe-Waldenburg-Schillingsfürst (1817-1893).